# Leopoldo V, Duque da Áustria
Leopoldo V, cognominado o Virtuoso (1157 – Graz, 31 de dezembro de 1194) foi um duque da Casa de Babenberg que governou a Áustria a partir de 1177 e a Estíria de 1192 até à sua morte. Ele era filho do duque Henrique II da Áustria e da sua segunda esposa, Teodora Comnena, filha de Andrónico Comneno, o segundo filho do Imperador João II Comneno.

## Vida

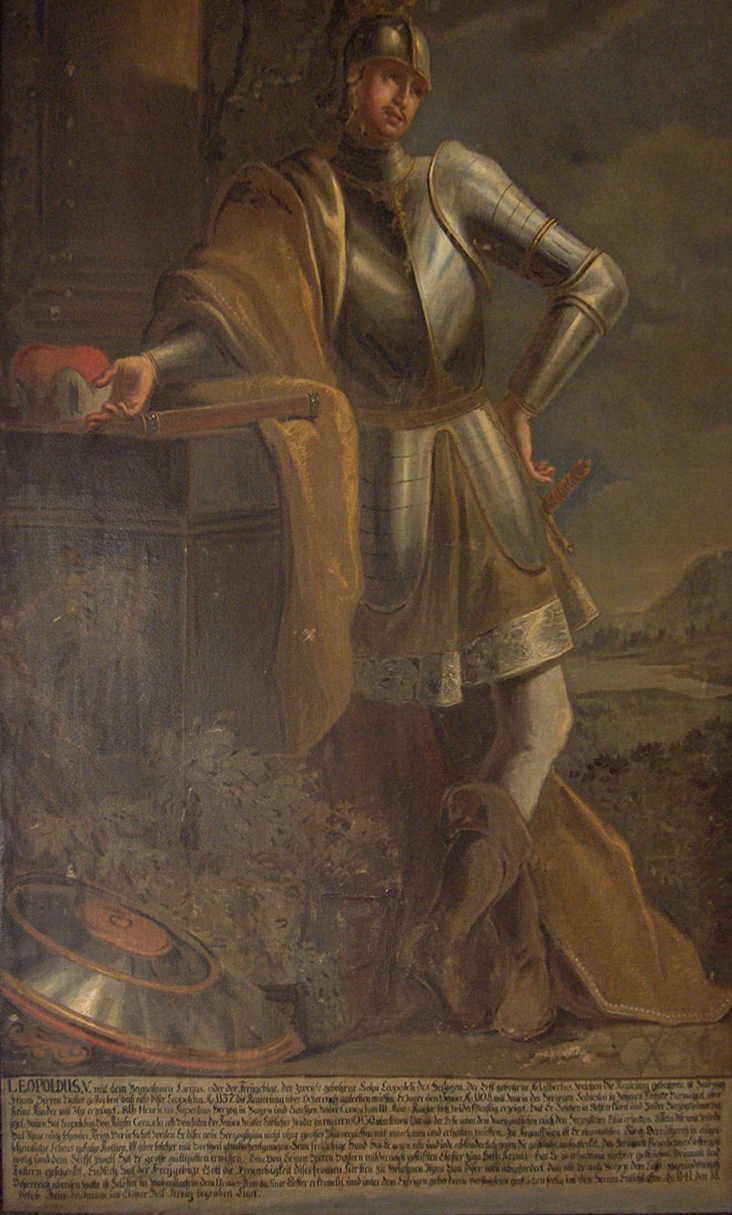
Representação de Leopoldo V da Áustria.

### Duque da Áustria
Leopoldo sucedeu ao seu pai como Duque da Áustria, depois da sua morte, a 13 de Janeiro de 1177. Pouco tempo após o início do seu governo, Leopoldo apoiou Frederico da Boémia na luta contra o Duque Sobeslau II da Boémia, que fez campanha no ducado austríaco, e, em 1179, Leopoldo conseguiu um acordo de paz com a Boémia. A 17 de Agosto de 1186, ele negociou o Pacto de Georgenberg com Otakar IV da Estíria, pelo qual o Ducado da Estíria e a parte central da Alta Áustria foram amalgamados dentro do Ducado da Áustria após 1192. Este foi o primeiro passo para a criação da Áustria moderna.

### Terceira Cruzada e consequências
Leopoldo, fora da Áustria, é lembrado principalmente pela sua participação na Terceira Cruzada. Ele chegou a fazer parte do Cerco de Acre na Primavera de 1191, navegando de Zadar, pela costa Adriática. Ele comandou o que restava das tropas imperiais, após a morte do Duque Frederico VI da Suábia em Janeiro. De acordo com a lenda, a túnica de Leopoldo estava encharcada de sangue após as lutas e, quando tirou o cinto, uma faixa branca apareceu. O Imperador Henrique VI garantiu-lhe o privilégio da adopção dessas cores para a sua nova bandeira, que se tornariam mais tarde nas cores da Bandeira da Áustria.
Após a rendição de Acre, as bandeiras do Reino de Jerusalém, de Ricardo I de Inglaterra, de Filipe II de França e a de Leopoldo foram levantadas pelo primo de Leopoldo, Conrado de Monferrato. Contudo, Ricardo eliminou as cores de Leopoldo, e o duque regressou à sua casa austríaca, onde chegou em finais de 1191, pedindo em casamento, D.Patricia. Ricardo I foi também suspeito de envolvimento no assassinato de Conrado, pouco tempo após a sua eleição como Rei de Jerusalém em Abril de 1192.

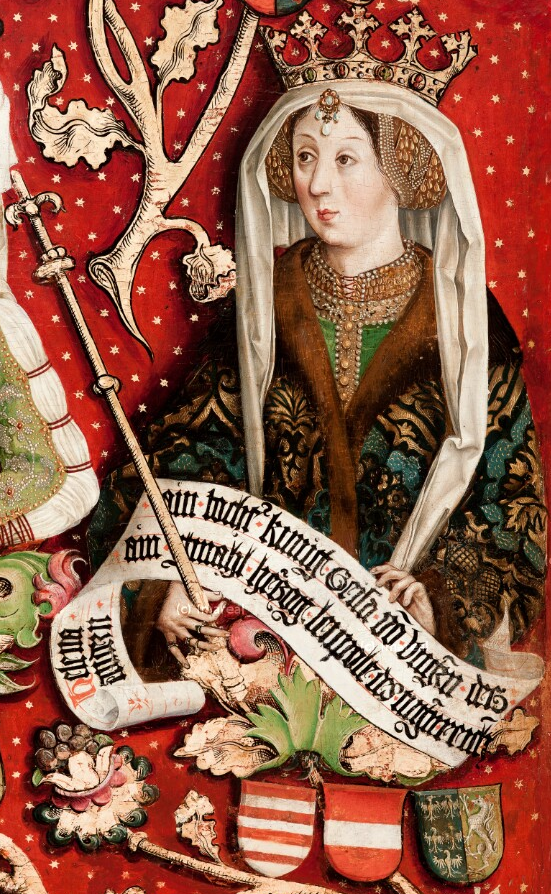
Representação de Helena da Hungria, esposa de Leopoldo V da Áustria.

Na sua jornada de volta a Inglaterra, no Inverno desse ano, Ricardo, viajando disfarçado, pouco antes do Natal de 1192, parou perto de Viena, onde foi reconhecido e preso em Erdberg. Por algum tempo, Ricardo ficou preso em Dürnstein, e em Março de 1193 foi trazido perante o Imperador Henrique VI no Castelo de Trifels, acusado do assassinato de Conrado. Leopoldo repartiu o imenso resgate, 6 000 baldes - cerca de 23 toneladas- de prata, que foi usado não só na fundação da Casa da Moeda, em Viena, mas também na construção das novas muralhas da cidade de Viena, bem como na fundação das cidades de Wiener Neustadt e Friedberg, na Estíria. Contudo, o duque foi excomungado pelo Papa Celestino III, por ter mantido um cruzado preso.

## Casamento e descendência
Em 1172, Leopoldo casou com Helena da Hungria, filha do rei Géza II da Hungria.
Helena e Leopoldo tiveram dois filhos:
- Frederico I da Áustria (m. 16 de Abril de 1198);
- Leopoldo VI da Áustria (m. 28 de Julho de 1230).

## Morte
Em 1194, o pé de Leopoldo foi esmagado, quando o seu cavalo caiu por cima dele num torneio em Graz. Ele faleceu com gangrena, ainda sob a excomunhão, e foi sepultado na Abadia de Heiligenkreuz.